# Nyaktiló

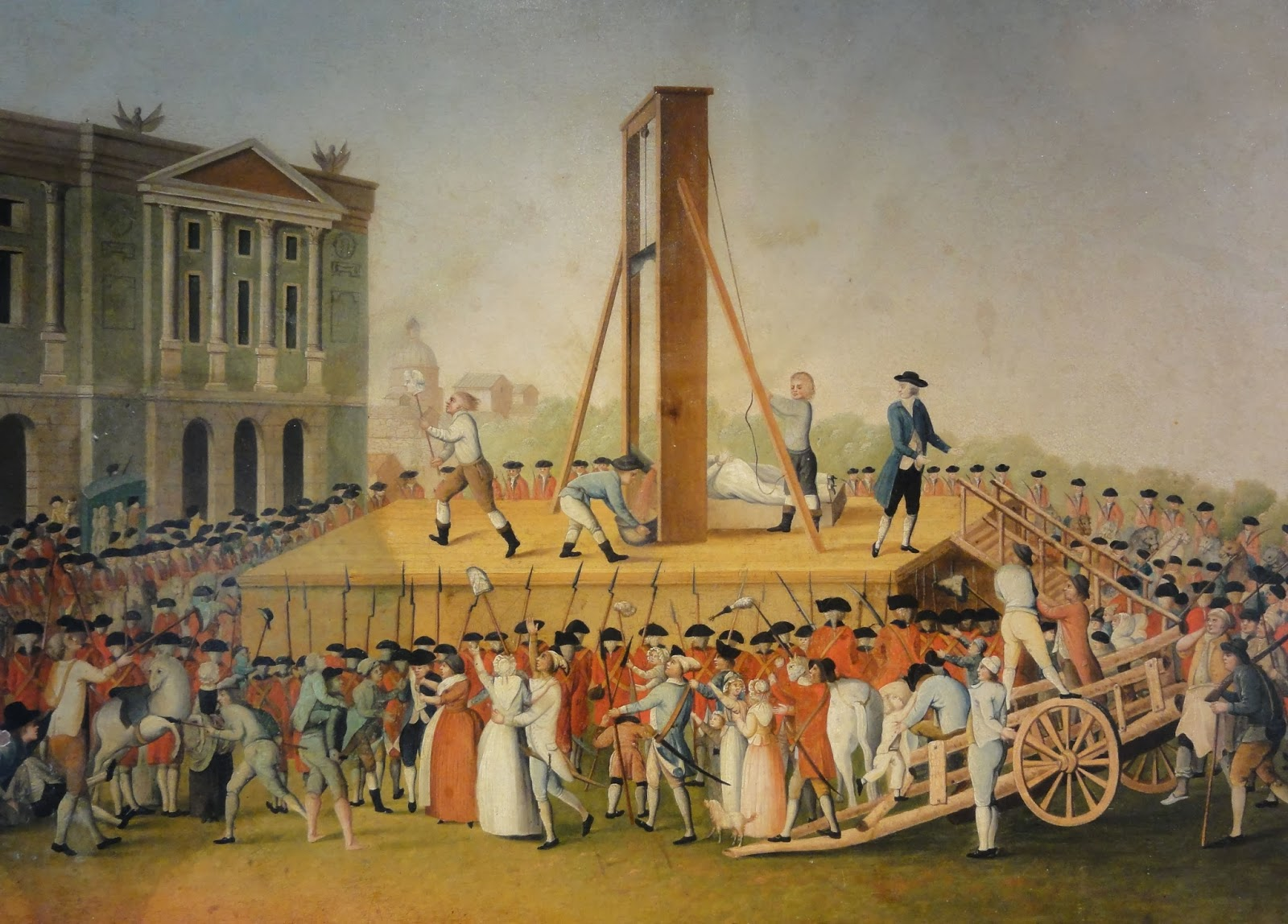
1793. október 16. Marie Antoinette királyné kivégzése a felvilágosodás korának civilizációs vívmányával, a nyaktilóval

A guillotine-ként is ismert nyaktiló a francia forradalom jelképévé vált lefejező gépezet.

## A név eredete
A nyaktilót egy francia orvosról, Joseph-Ignace Guillotinről nevezték el, aki korának híresen emberséges és kiváló tudósa volt. Bár nem az ő nevéhez kötődik az első guillotine megalkotása, viszont ő volt az, aki 1789. október 9-én javasolta a francia nemzetgyűlésnek, hogy a halálra ítélt embereket az addigi módszerekhez képest kevésbé fájdalmas eszközzel, a nyaktilóval végezzék ki. Ez a javaslat a megkülönböztetés ellen irányult, vagyis ebben az esetben az arisztokratákat megillető bánásmód mindenkire való kiterjesztésére. Addig az időpontig ugyanis a szegényeket akasztották, a nemeseket pedig karddal fejezték le. A franciák körében a nyaktilónak eredetileg „Louisette” vagy „Louison” (Antoine Louis, megalkotója nevéből) vagy „rasoir national” (’nemzeti borotva’) volt a neve, a „guillotine” elnevezés később terjedt el. A nemzetgyűlés 1792. március 20-án fogadta el a javaslatot, és törvényben rögzítette is a használatát.

## Felépítése és használata

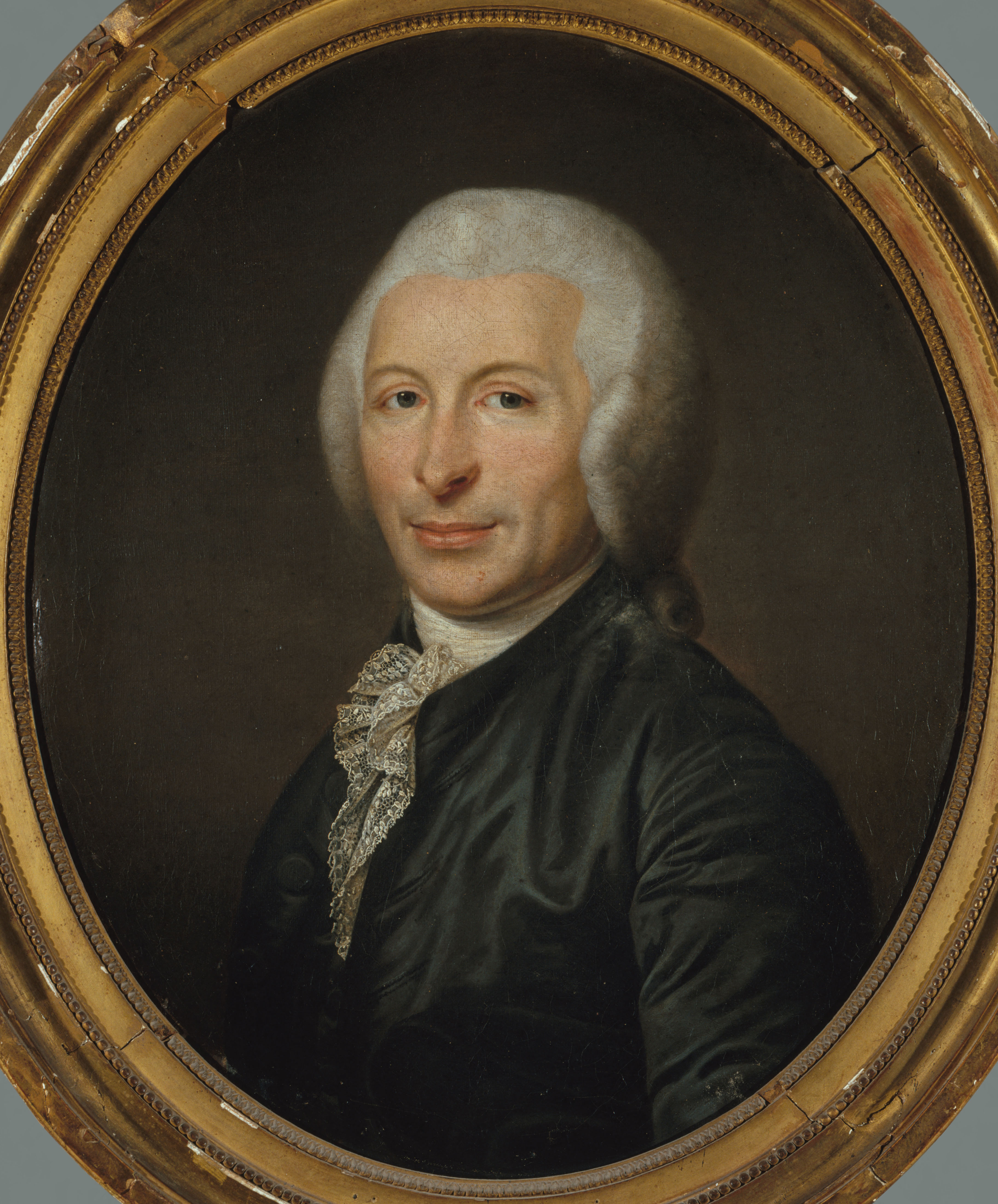
Joseph Ignace Guillotin francia orvos, a nyaktiló propagátora

A nyaktiló szerkezete egyszerű. Két függőleges oszlopból állt, melyek által vezetve egy élesre fent súlyos kés vagy bárd felhúzható és lebocsátható volt. Az elítéltet egy deszkára fektették és erősen megkötötték, fejét pedig egy kis bevágásba szorították, úgy hogy a leeső bárd az elítélt nyakát egyszerre és biztosan kettévágja.
A nyaktiló adatai a következők:
| Össztömege                            | 580 kg    |
| A bárd tömege                         | 40 kg     |
| A bárd induló magassága               | 4 méter   |
| A penge útjának hossza a becsapódásig | 2,3 méter |

1977. szeptember 10-én végeztek ki utoljára halálraítéltet guillotine-nal Franciaországban. A halálbüntetést, melyet a francia törvények szerint a guillotine segítségével vagy agyonlövéssel hajthattak végre, François Mitterrand elnöksége alatt, 1981-ben törölték el.

## Története

### Középkor
A guillotine története sokkal korábban kezdődött, mint a francia forradalom. Hasonló kivégzőgépet a régi perzsák és más népek is ismertek.
A középkorban Itáliában említenek ilyen eszközt (mannaia), mellyel rendesen csak nemes embereket végeztek ki.

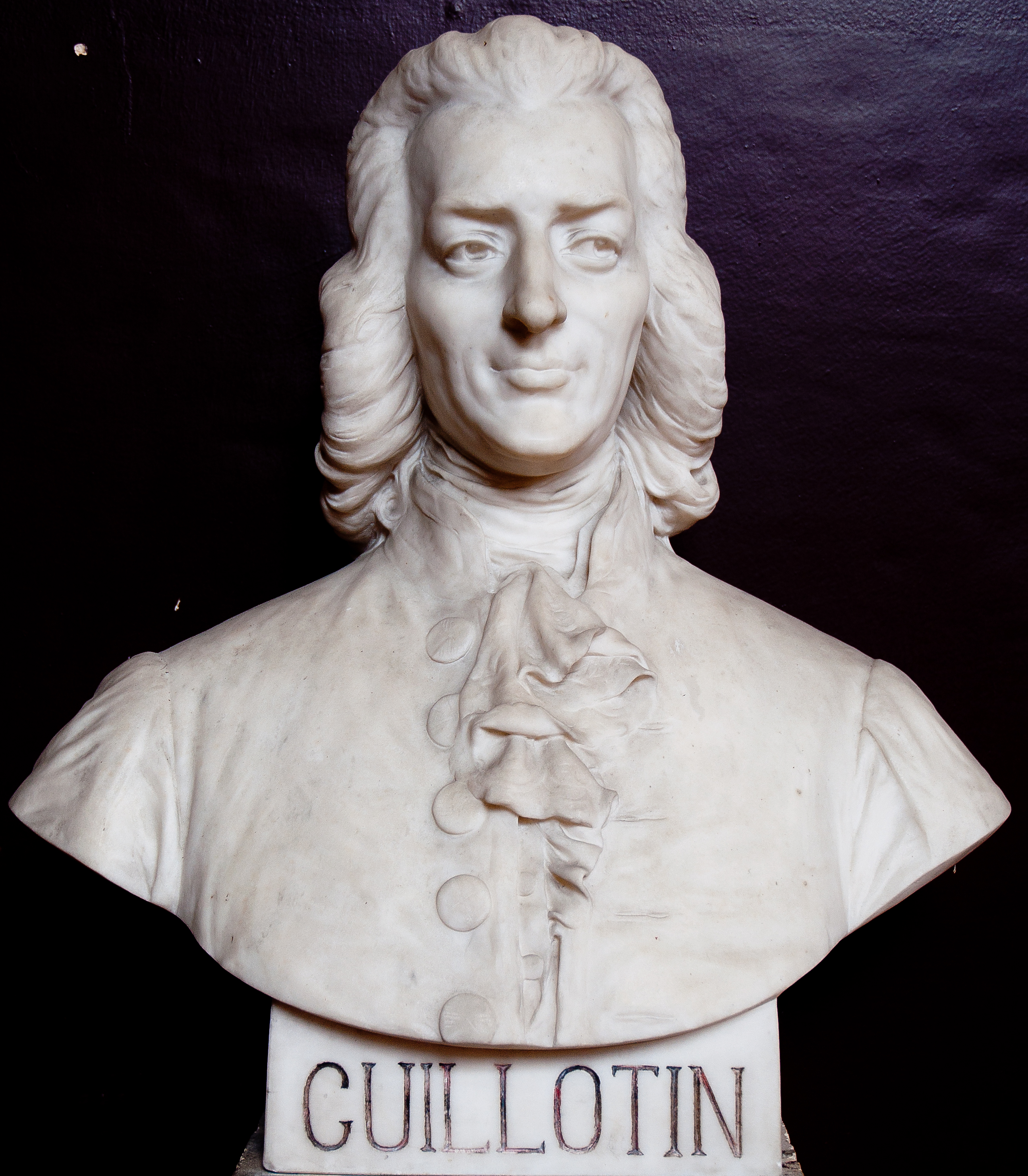
Joseph Ignace Guillotin mellszobra

A 13. században Csehországban, a 14. században a Német-római Birodalomban is alkalmaztak ilyen kivégzőeszközt.
A 17. században a fennmaradt írásos nyomok szerint használtak ilyen szerkezetet Angliában („Halifax Gibbet” – Yorkshire-ben, 1286-1650. április 30-a között, a Piactéren vasárnaponként tartottak kivégzéseket) és Skóciában (James Douglas Earl of Morton Edinburgh-ben 1556-ban építette, és 1710 végéig használták; a szerkezet átmenet volt a Halifax Gibbet és a guillotine között). De Skóciában ismertek más hasonló szerkezetet is (Scottish Maiden).
Franciaországban is ismerték: Richelieu bíboros 1632-ben Henriket, Montmorency hercegét nyaktilóval fejeztette le a párizsi Városháza (Hôtel de Ville) udvarán.

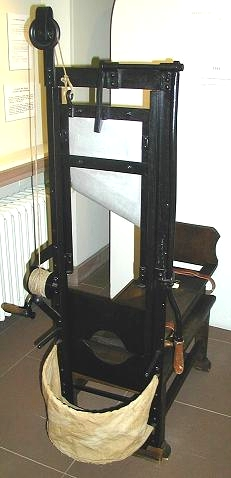
Guillotine a Bruchsali Városi Múzeumból

A Halifax Gibbet-hez hasonló szerkezeteket használtak Milánóban (1702 körül) és Németországban, Nürnbergben is (az 1500-as évek közepén).
1307. április 4-ére datálható az első olyan írásos nyom a nyaktiló használatáról, ahol a kivégzett személy neve is szerepel. Ez egy Murcod Ballagh nevű ír elítélthez köthető Merton közelében, Írországban.

### Újkor
1789. október 9-én Franciaországban egy orvos képviselő, dr. Guillotin a nemzetgyűlés második napján hat pontos javaslatot terjesztett be, hogy a halálraítéltek szenvedéseit megkönnyítse.
1789. december 1-jén Guillotin második alkalommal terjesztette be hatpontos javaslatát.
1791. június 6-án a francia nemzetgyűlésben a kivégzésről szóló törvény vitája megkezdődött.
A nemzetgyűlés Carlier és dr. Antoine Louis akadémikus jelentése után 1792. március 20-án kinyilvánította, hogy ezek után a lefejezést kizárólag guillotine-nal hajtják majd végre.
1792. április 10-én Roederer (az állam képviselője) megbízásából Tobias Schmidt (egy német zongorakészítő) 960 frankért elkészíthette az első berendezést, ezenfelül megillette őt az az összeg, mely annak a bőrzsáknak az ára volt, amelybe az elválasztott fej került.
1792. április 11-én péntek délután, az első működőképes guillotine elkészült a Cour du Commerce-ben, a rue Saint-André-des-Arts-ban.
1792. április 15-én a guillotine-t Bicêtre kórházában állatokon, és három halott emberen próbálták ki sikeresen.

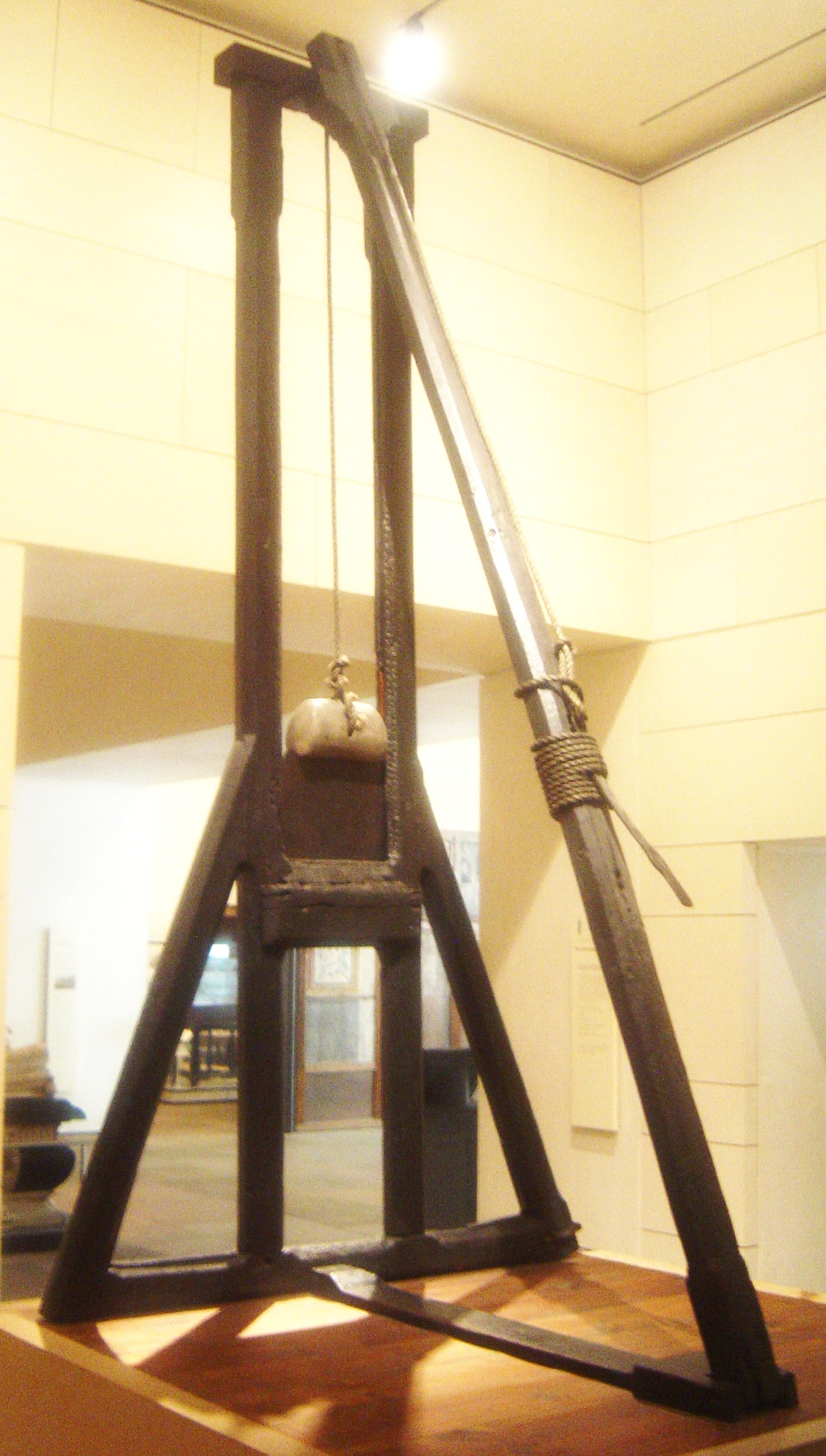
A Scottish Maiden a guillotine-hoz hasonló kivégzőeszköz, amit a 17. századi Skóciában használtak.

1792. április 21-én újra Bicêtre-ben próbálták ki, halott embereken. A próba eredményes volt.
1792. április 25-én használták először hivatalosan a guillotine-t. Nicolas-Jacques Pelletier-t végezték ki a Grève téren, akit útonállásért és rablásért ítéltek halálra. Sanson kezelte a kivégzőeszközt. A kivégzés nyilvános volt, akkor kapta a kivégzőeszköz a néptől, Louise doktor neve után – aki a jelentést írta – „Louise és Petite Louison”, vagy „Louisette”, „Petite-Louison” neveket. Később a nép körében terjedt el a guillotine név, a gépet javasló doktorról (ezzel biztosítva nevének halhatatlanságát).
1792. augusztus 21-én a guillotine-t a Carrousselen állították fel, ahol 1793. május 7-éig állt, azután átkerült a Révolution térre (ma Concorde tér). Ekkor végezték ki az első politikai elítéltet, Collenon d’Angrémont-t, mint a „nép ellenségét”.
A guillotine a forradalom alatt Párizsban 2625 fejet csapott le. A forradalom idején a kivégzéseket a Sanson család, Párizs hóhérdinasztiája hajtotta végre.
1793. január 21-én 10 óra 22 perckor kivégezték XVI. Lajos francia királyt a Place de la Révolution-on (ma Concorde tér).
1793. október 16-án kivégezték Marie Antoinette királynét a Place de la Révolutionon (ma Concorde tér), közel a Tuileriák kertjéhez.
1794. június 9-én a guillotine-t a Bastille-téren helyezték el, de csak nagyon rövid időre. Június 11-én a Place de la Nationon állították fel.
1847-ben Louis Deibler váltotta fel Clément Sansont, akit elbocsátottak, mert elzálogosította a munkaeszközét. Ő volt az első, akinek „diplomája” volt arról, hogy hóhérként Franciaországban gyakorolhatja szakmáját.
1870-ben a Léon Berger, hóhérsegéd és asztalosmester által feltalált és javasolt változtatásokat a guillotine-on elfogadták és bevezették.
1878-ban Nicolas Roch hóhér javaslatára több változtatást hajtottak végre a guillotine-on, mind a faszerkezeten, mind a bárdok anyagában, mozgásában.
1905. június 28-án egy Henri Languille nevű személyen végrehajtott kivégzéskor dr. Beaurieux életjeleket fedezett fel a levágott fejen. Ezek után már voltak ellenzői is a guillotine-nak, akik azt képviselték, miszerint a fej levágása és a tényleges halál között több idő telik el, így az áldozat igenis érez fájdalmat. Elsőként dr. Sue vetette fel ezt a lehetőséget.
1939. február 2-án volt az utolsó nyilvános kivégzés Franciaországban, egy Eugen Weidmann nevű sorozatgyilkoson hajtották végre az ítéletet.
1939. június 24-én új törvény született, mely szerint a nyilvános kivégzések megszűntek, a kivégzések ez időtől a megyei börtönökben (Párizsban a Santé rendőrőrs börtönében) történtek.
1976. Az utolsó hóhér Marcel Chevalier volt, aki a guillotine-t kezelte egészen addig, amíg Franciaországban el nem törölték a halálbüntetést (1981).
1977. szeptember 10-én volt az utolsó kivégzés Franciaországban, Marseille-ben a barátnőjét megkínzó és meggyilkoló tunéziai bevándorlót, Hamida Djandoubit végezték ki.
1981-ben, miután Franciaország eltörölte a halálbüntetést, a guillotine-t nyugdíjazták.
A guillotine-hoz rendkívül hasonló nyaktilókat alkalmaztak a 19. századtól Németországban, Belgiumban és Hollandiában is. Nyugat-Németországban az utolsó nyakazást 1949-ben, míg az NDK-ban 1966-ban hajtották végre. Belgiumban utoljára 1918-ban volt ilyen kivégzés és akkor is Franciaországból hoztak át egy nyaktilót. Hollandiában sokkal hamarabb, 1815-től eltekintettek a lefejezéses kivégzéstől.